# Michael Wilson (Radsportler)
Michael Wilson (* 15. Januar 1960 in Adelaide) ist ein ehemaliger australischer Radrennfahrer und nationaler Meister im Radsport.

## Sportliche Laufbahn
Wilson war Teilnehmer der Olympischen Sommerspiele 1980 in Moskau. Im olympischen Straßenrennen wurde er 25. Im Mannschaftszeitfahren wurde Wilson gemeinsam mit Kevin Bradshaw, Remo Sansonetti und David Scarfe als 11. klassiert.
Im Straßenrennen der Amateure gewann er 1979 den nationalen Titel. 1980 siegte er im Paarzeitfahren Flèche d’Or mit Jeff Leslie als Partner.
Von 1982 bis 1991 war er als Berufsfahrer aktiv. Seinen ersten Vertrag hatte er mit dem Radsportteam Alfa Lum. 1982 siegte er im Eintagesrennen Memorial Gastone Nencini vor Giuseppe Saronni. Im Giro d’Italia gewann er eine Etappe, dies war der größte Erfolg seiner Laufbahn als Radprofi. 1983 konnte er einen Tagesabschnitt in der Vuelta a España gewinnen. Die Trofeo Matteotti entschied er 1984 für sich, 1985 folgte ein 2. Platz in der Trofeo Baracchi, in der er 1986 ebenfalls Zweiter wurde.
1989 holte er Etappensiege im Rennen Tirreno–Adriatico und in der Tour de Suisse.
In der Tour de France wurde er 1988 50. und 1989 69. der Gesamtwertung. Im Giro d’Italia wurde Wilson 1982 43., 1983 61., 1984 102., 1985 8. und 1986 17. des Endklassements. Die Vuelta a España fuhr er 1983 (52. Platz), 1984 schied er aus.
In den Rennen der Monumente des Radsports war der 11. Platz 1988 im Rennen Lüttich–Bastogne–Lüttich sein bestes Resultat.
Von 2001 bis 2017 betrieb Wilson mit seiner Ehefrau Mary ein Weingut in der Nähe von Launceston auf Tasmanien.